# 伊號第二百二潛艦

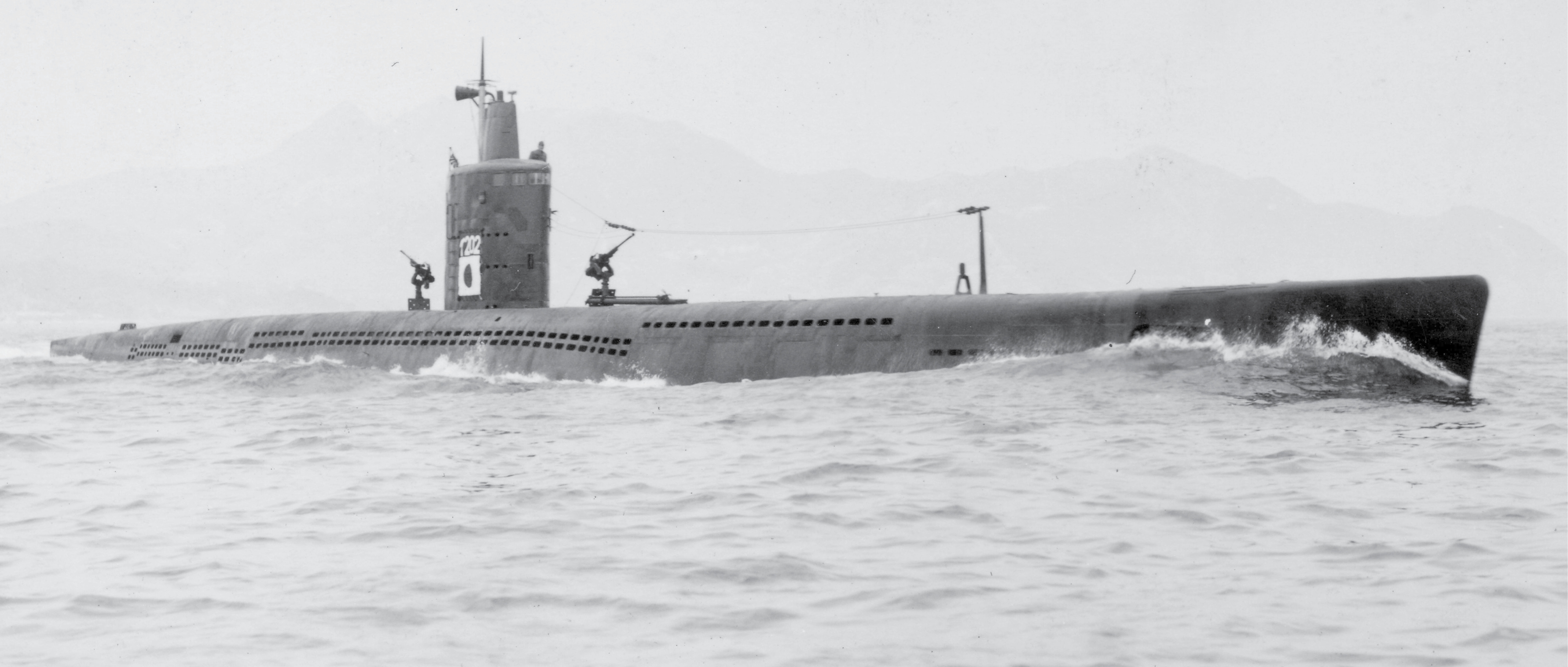
伊号第二〇二潜水艦

伊号第二〇二潜水艦（いごうだいにひゃくにせんすいかん）是大日本帝国海军的一艘潜水艇。伊二〇一型潜水艦（潜高大）的2号艦。

## 艦歷
- 1943-44年 计划于マル战计划中建造
- 1944年5月1日 吴海军工厂开工建造
- 1944年9月2日 下水
- 1945年2月14日 竣工（另有文献记载为2月12日竣工）
  - 7月30日 在舞鶴遭到轰炸并受损
  - 8月15日 在舞鶴进行修理时迎来了战争的终结
  - 11月30日 除籍
- 1946年 4月5日 被美军在向後岬海域凿沉处分

## 歴代艦長

### 艦長
1. 今井賢二大尉（1945年2月14日-）